# Konzulat Republike Slovenije v Miami Beachu
Konzulat Republike Slovenije v Palm Beachu je diplomatsko-konzularno predstavništvo (konzulat) Republike Slovenije s sedežem v Miami Beachu (ZDA); spada pod okrilje Veleposlaništvu Republike Slovenije v Združenih državah Amerike. Pokriva ozemlje zvezne države Floride.
Konzulat je bil ustanovljen leta 2002 v Palm Beachu, leta 2008 pa ga je Vlada Republike Slovenije preselila.
Trenutni častni konzul je Gregory S. Chan.